# Vidovica
Vidovica je naselje v Občini Podčetrtek.